# Phylloscopus xanthoschistos
Phylloscopus xanthoschistos là một loài chim trong họ Phylloscopidae.
Loài chim này được tìm thấy ở Bangladesh, Bhutan, Trung Quốc, Ấn Độ, Myanmar, Nepal, và Pakistan. Môi trường sống tự nhiên của chúng là rừng ôn đới.

## Chú thích

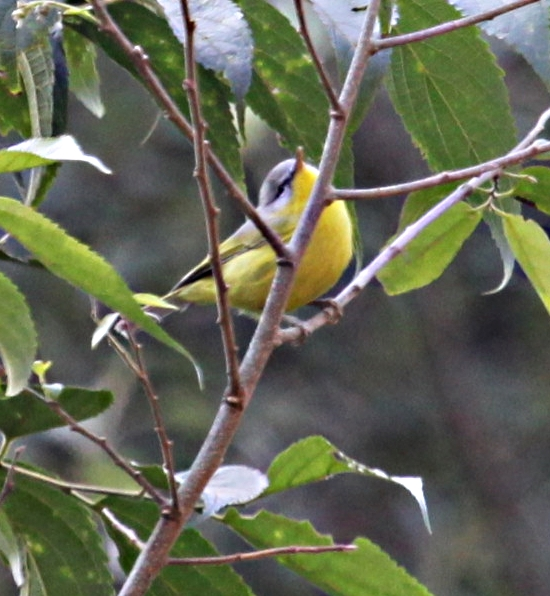
Ảnh chụp tại Himachal Pradesh, Ấn Độ